# Halowe Mistrzostwa Świata w Lekkoatletyce 2022 – pchnięcie kulą mężczyzn
Pchnięcie kulą mężczyzn – jedna z konkurencji technicznych rozgrywanych podczas halowych lekkoatletycznych mistrzostw świata w Štark Arena w Belgradzie.
Tytułu mistrzowskiego z 2018 nie obronił Nowozelandczyk Tomas Walsh, który zdobył brązowy medal.

## Terminarz
| Data     | Godzina |       |
| -------- | ------- | ----- |
| 19 marca | 19:25   | Finał |

## Rekordy
W poniższej tabeli przedstawiono (według stanu przed rozpoczęciem mistrzostw) halowe rekordy świata, poszczególnych kontynentów, halowych mistrzostw świata oraz najlepszy wynik na listach światowych w 2022.
|                                   | Zawodnik            | Wynik | Miejsce      | Data                  |
| --------------------------------- | ------------------- | ----- | ------------ | --------------------- |
| Halowy rekord świata              | Ryan Crouser        | 22,82 | Fayetteville | 24 stycznia 2021(dts) |
| Rekord halowych mistrzostw świata | Tomas Walsh         | 22,31 | Birmingham   | 3 marca 2018(dts)     |
| Halowy rekord Afryki              | Janus Robberts      | 21,47 | Norman       | 1 grudnia 2001(dts)   |
| Halowy rekord Ameryki Południowej | Darlan Romani       | 21,71 | Cochabamba   | 21 lutego 2022(dts)   |
| Halowy rekord Ameryki Północnej   | Ryan Crouser        | 22,82 | Fayetteville | 24 stycznia 2021(dts) |
| Halowy rekord Australii i Oceanii | Tomas Walsh         | 22,31 | Birmingham   | 3 marca 2018(dts)     |
| Halowy rekord Azji                | Abdelrahman Mahmoud | 21,10 | Homel        | 29 stycznia 2021(dts) |
| Halowy rekord Europy              | Ulf Timmermann      | 22,55 | Senftenberg  | 11 lutego 1989(dts)   |
| Listy światowe                    | Ryan Crouser        | 22,51 | Spokane      | 27 lutego 2022(dts)   |

## Wyniki
| WR – rekord świata \| CR – rekord mistrzostw świata \| NR – rekord kraju \| AR – rekord kontynentu \| WL – najlepszy wynik na listach światowych w sezonie 2022 \| SB – najlepszy wynik w sezonie \| PB – rekord życiowy |

### Finał
Źródło: World Athletics.
| Pozycja | Zawodnik               | Reprezentacja        | #1    | #2    | #3    | #4    | #5    | #6    | Wynik | Uwagi   |
| ------- | ---------------------- | -------------------- | ----- | ----- | ----- | ----- | ----- | ----- | ----- | ------- |
| 01 !    | Darlan Romani          | Brazylia             | 21,74 | 21,79 | 22,53 | 21,31 | x     | 22,18 | 22,53 | AR · CR |
| 02 !    | Ryan Crouser           | Stany Zjednoczone    | 22,44 | 21,55 | 21,86 | 22,32 | x     | 21,93 | 22,44 |         |
| 03 !    | Tomas Walsh            | Nowa Zelandia        | 22,29 | x     | 21,78 | x     | x     | 22,31 | 22,31 | =       |
| 4.      | Filip Mihaljević       | Chorwacja            | 21,51 | 21,05 | x     | 21,83 | 21,03 | 21,81 | 21,83 |         |
| 5.      | Josh Awotunde          | Stany Zjednoczone    | 20,74 | 21,41 | 21,70 | x     | x     | x     | 21,70 |         |
| 6.      | Zane Weir              | Włochy               | 21,34 | x     | x     | x     | x     | 21,67 | 21,67 |         |
| 7.      | Nick Ponzio            | Włochy               | x     | 21,15 | 21,06 | x     | 20,64 | 21,30 | 21,30 |         |
| 8.      | Mesud Pezer            | Bośnia i Hercegowina | 20,64 | 20,94 | x     | x     | x     | 20,70 | 20,94 | SB      |
| 9.      | Michał Haratyk         | Polska               | x     | 20,42 | 20,88 |       |       |       | 20,88 |         |
| 10.     | Konrad Bukowiecki      | Polska               | 19,79 | 20,79 | x     |       |       |       | 20,79 |         |
| 11.     | Asmir Kolašinac        | Serbia               | 20,64 | x     | x     |       |       |       | 20,64 |         |
| 12.     | Wictor Petersson       | Szwecja              | 20,33 | x     | x     |       |       |       | 20,33 |         |
| 13.     | Bob Bertemes           | Luksemburg           | 20,10 | x     | x     |       |       |       | 20,10 |         |
| 14.     | Tomáš Staněk           | Czechy               | x     | 19,93 | x     |       |       |       | 19,93 |         |
| 15.     | Francisco Belo         | Portugalia           | 19,87 | x     | x     |       |       |       | 19,87 |         |
| 16.     | Scott Lincoln          | Wielka Brytania      | 19,33 | 19,45 | 19,65 |       |       |       | 19,65 |         |
| 17.     | Andrei Toader          | Rumunia              | 19,10 | 19,60 | 19,33 |       |       |       | 19,60 |         |
| 18 !    | Tajinderpal Singh Toor | Indie                | x     | x     | x     |       |       |       | NM    |         |